# ایزابلی فونتانا
ایزابلی فونتانا (به انگلیسی: Isabeli Fontana) (زاده ۴ ژوئیهٔ ۱۹۸۳) مدل برزیلی است.